# Osmia amathusica
Osmia amathusica är en biart som beskrevs av Mavromoustakis 1937. Osmia amathusica ingår i släktet murarbin, och familjen buksamlarbin. Inga underarter finns listade i Catalogue of Life.